# 朱旭㮁
建寧恭安王朱旭㮁（1493年—1533年），明朝韓康王朱偕灊的庶出第八子。
弘治六年（1493年）十二月获赐名。
弘治十七年（1504年）十二月，朝廷遣定西侯蒋骥、镇远侯顾仕隆、成安伯郭宁、怀柔伯施瓒、彰武伯杨质、武进伯朱洁、遂安伯陈鏸、彭城伯张信、宣城伯卫璋、南和伯方寿祥持节充正使，尚宝司司丞徐文焕、礼科给事中葛嵩、中书舍人沈锐、顾守元、鸿胪寺右寺丞吴泰、户部员外郎高选、王崇文、礼部员外郎郑允宣、刑部员外郎汪获麟、行人司右司副陈璧充副使册封朱旭㮁为建宁王。
嘉靖三年（1524年）十月，朝廷遣恭顺侯吴世兴等为正使、编修马汝骥等为副使，持节册封东城兵马副指挥王诏长女为建宁王妃。十一月，陕西巡按御史郑气劾奏襄陵王朱徵鈐、乐平王朱徵錏、朱旭㮁，世宗下敕切责。
朱旭㮁曾因将所受封王金册抵押给宗室朱偕泆事发被废为庶人，后复封。嘉靖十二年（1533年）薨，谥恭安。五年后由其嫡长子朱融㶷袭封。

## 评价
- 《弇山堂别集》卷072：敬順事上，好和不争。